# Khatry Abdallahi Ould Khourou
Khatry Abdallahi Ould Khourou (11 marzo 1990) è un calciatore mauritano, centrocampista del Nasr Sebkha.